# Còlic biliar
El còlic biliar és el quadre dolorós provocat per la presència de càlculs a les vies biliars.
Es defineix per diverses característiques: 
- És continu, va augmentant d'intensitat i al cap de 15-20 minuts es converteix en molt agut, molt dolorós.
- Es localitza a l'hipocondri dret, a la zona del fetge, i a l'epigastri, encara que a vegades el dolor es pot donar al costat contrari (hipocondri esquerre i regió precordial).
- S'acompanya de vòmits i sudoració en la majoria dels casos.
- En el 50% dels afectats el dolor s'irradia a l'esquena, al muscle dret o a l'omòplat.
- La duració del quadre no sobrepassa les cinc hores i si es prolonga cal sospitar una complicació: la colecistitis aguda.

El còlic biliar és una urgència i cal tractar-la de forma immediata amb antiinflamatoris, analgèsics i espasmolítics. En aquesta situació cal abstenir-se d'ingerir aliments i líquids. Mentre arriba el metge es pot aplicar calor a la zona (alleuja l'espasme i el dolor) sempre que no hi hagi febre ni abdomen agut (abdomen dur i dolorós).
Una persona que hagi tingut un còlic biliar, només un, té un 30% de probabilitats de no sofrir-ne cap més en el termini de deu anys, per la qual cosa s'haurà de considerar si la intervenció per a l'extirpació dels càlculs és pertinent o no. Ara bé, si els còlics es repeteixen al cap de poc temps, l'operació cal plantejar-la. Amb tot i això, també hi ha alternatives terapèutiques com són la dissolució dels càlculs amb àcids biliars o la litotrícia (destrucció dels càlculs) amb ones ultrasòniques de xoc (que només es poden aplicar en càlculs menors de 30 mm).